# Рафтинг

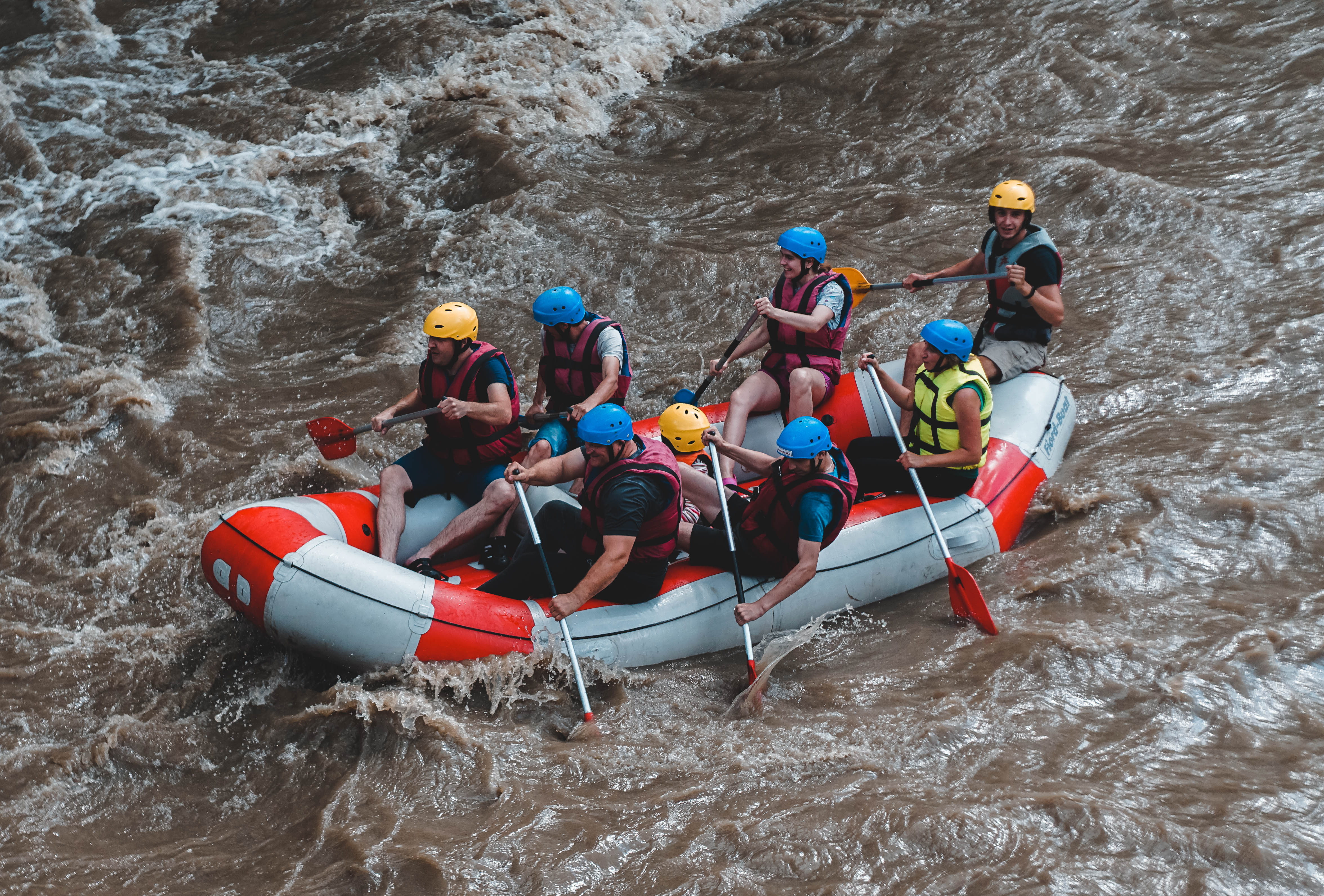
Фото з рафтингу в Карпатах на річці Чорний Черемош

Ра́фтинг (англ. rafting) — вид екстремального спорту, швидкісний сплав гірською річкою через пороги на надувному човні (рафті), плоті або на тюбі. В Україні рафтинг не є визнаним видом спорту, хоча для цього Всеукраїнська Федерація Рафтингу докладає чималих зусиль.

## Рівні складності
За міжнародними стандартами, річковим порогам присвоюється категорія складності від першого до шостого рівня.
Проходження порогів першої та другої категорій складності вважається досить легким і не вимагає особливої майстерності. На сплав такою річкою можна взяти навіть дітей.
При проходженні порогів третього рівня складності збільшується навантаження і доводиться докладати вже більше зусиль при маневруванні. Хоча при всій складності і можливі різні екстремальні ситуації, нічим серйозним, крім значного викиду адреналіну, вони не загрожують.
На відміну від попередніх категорій, четвертим рівнем називають дійсно складні пороги, проходження яких пов'язано з небезпекою та вимагає від рафтера миттєвої реакції, великої майстерності та досвіду.
Пороги п'ятої і шостої категорії складності під силу лише професійним спортсменам та дуже досвідченим любителям.

## Географія

### Європа
В Європі найкращі місця для рафтингу — Туреччина, Хорватія, Італія і Норвегія. Хоча в цих країнах річки переважно середньої складності, сплави з них цікаві та захопливі.

#### Україна
В Україні рафтинг — також популярний вид спорту. Ним займаються на гірських річках Карпат (річки Черемош, Тиса, Дністер), а також на Случі, Пруті, Стрию, Опорі, Південному Бузі, Тетереві. До російської окупації популярними були і водойми Криму.

#### Карпати

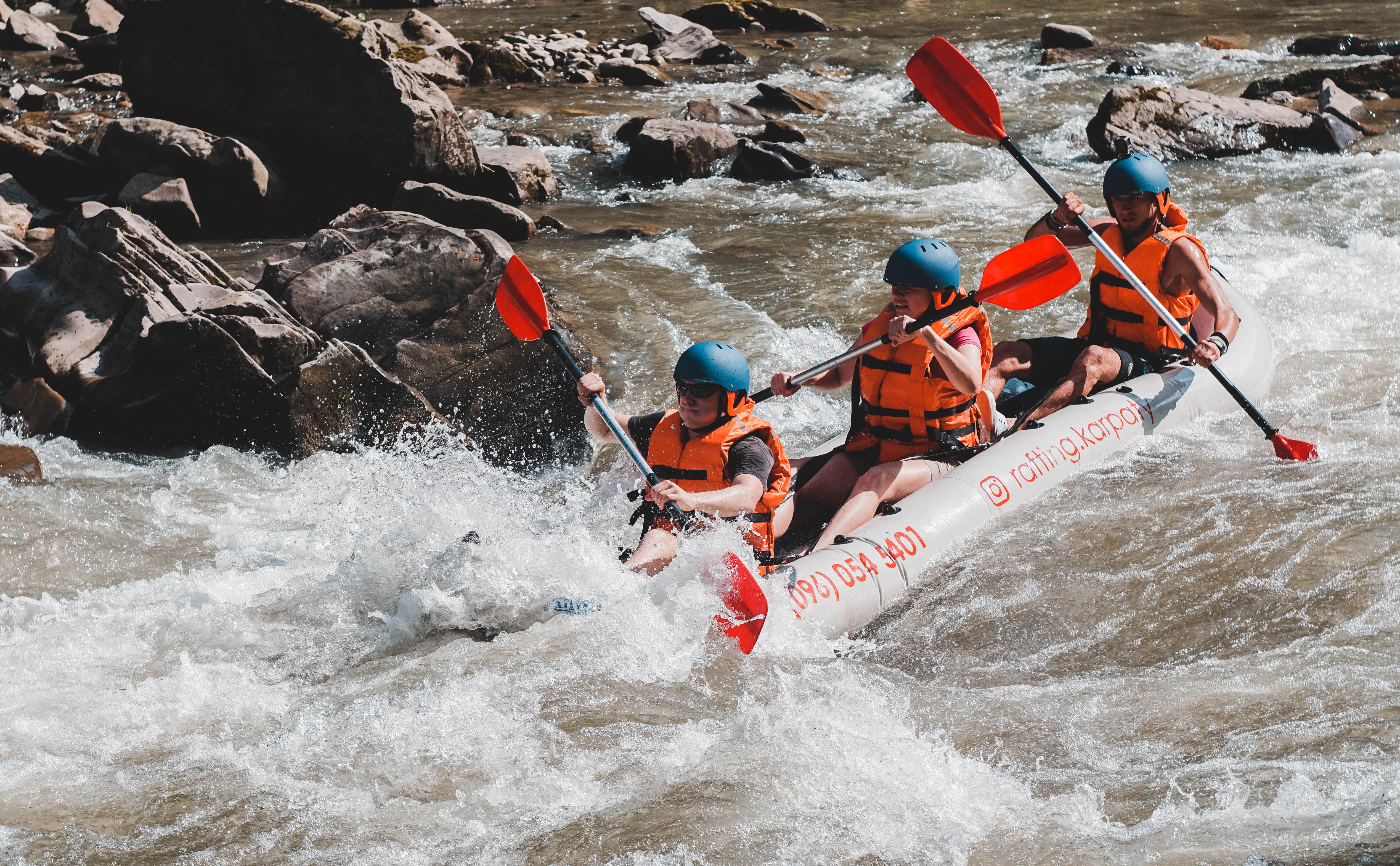
Сплав по р.Чорний Черемош на надувній байдарці

В Українських Карпатах найпопулярнішими річками для рафтингу є: Чорний Черемош, Прут, Білий Черемош, Чорна та Біла Тиси. Інші річки мають нестабільний рівень води, що утруднює їх використання для сплавів.
Чорний Черемош є найзручнішим для сплавів, оскільки має широку та довгу долину водозбору та дорогу вздовж річки. Черемош межує з високим Чорногірським хребтом, який постачає річку водою від танення снігу та дощів. Традиційно найкращим часом для рафтингу в Карпатах вважалась весна, але в окремі роки, при достатній кількості дощів влітку, сплав можливий і в літні місяці.
Основні пороги Чорного Черемошу:
- Поріг Берди — перший поріг на Чорному Черемоші, що має назву. Нетиповий для карпатських річок: серія каскадів-водоспадів, що перегороджують усе русло річки на відтинку 200 м. Долаючи Берди, доведеться поуправлятися у пробиванні бочок, що утворилися після кожного зливу.
- Поріг Дземброня — широкий і довгий (730 м) із непростою траєкторією руху. Тут вода переливається перекатами, а потім стрімко звужується і підіймається високими трикутними валами. В умовах високої води існує кілька варіантів проходження порогу Дземброня. У період низького рівня води варто остерігатися мілин та острівків, де можна застрягнути. Найпопулярніша сплавна ділянка на Чорному Черемоші починається саме цим порогом.
- У Бистрецькому порозі, розташованому за місцем впадіння р. Бистрець у Чорний Черемош, утворюється крутий злив із потужним виром та високим і широким валом, а прохід порогу залишає незабутні емоції. Тут береги скелясті й високі.
- Поріг Дідів Лікоть — поріг-шивера з островом і стрімким поворотом наприкінці. Вправні екіпажі, що злагоджено діють, можуть спробувати потрапити в праве русло біля острова.
- Поріг Біла Кобила зазнав змін після однієї із карпатських повеней. Через значну кількість нанесеного каміння прохід залишився правим руслом: кілька зливів та вал.
- Гучок, або Малий Гук — це стрімка течія і круті повороти. Потік дробиться між валунами, утворюючи, коловерті та нуртовища; перепад висоти найбільший серед усіх порогів Чорного Черемошу. Саме тут вдаються найкращі світлини й найчастіше перевертаються човни.
- Гук (гуцульська говірка «водоспад, водограй на гірському потоці»[1]) – це найекстремальніший поріг Чорного Черемошу з потужними вирами та бочками-водовертями, високими зливами й валами. Вирізняється значним перепадом висоти русла.

Білий Черемош більш порожистий, порівняно з Чорним, і загалом цікавіший для туристичного сплаву. Але значним недоліком річки є погана дорога до традиційного місця старту сплавів. Добиратись сюди варто позашляховиком або вантажівкою.
Прут зручний наявністю асфальтованої дороги вздовж річки, але на ньому важко застати достатній рівень води (мала долина). Водночас на Пруті зосереджені одні з найскладніших порогів в Україні.
Останнім часом набирає популярність рафтинг у Львівській області — на річках Стрию та Опорі. Географічне розташування дозволяє туристам швидко дістатися до маршрутів сплавів зі Львова.

### Азія
Рафтинговий туризм найрозвинутіший в Таїланді, Китаї, Індії, Бутані і Непалі. Гімалайські річки славляться своєю крутизною, швидкістю течії та великою кількістю порогів.

### Африка
Серед річок африканського континенту особливо популярними серед рафтерів є річки Кенії, Намібії, Ботсвани, Зімбабве і ПАР. Рафтинг в Африці — один із найскладніших. На річці Замбезі в Зімбабве неодноразово проходив чемпіонат світу з рафтингу.

### Північна Америка
Найкращий рафтинг в Північній Америці — на річках Канади (Калгарі), Аляски (Мак-Кінлі, Врангель, Чугач) і Колорадо (Великий Каньйон).

### Південна Америка
Аргентина, Бразилія, Чилі, Перу, Болівія, Коста-Рика, Еквадор.